# Ⱪ

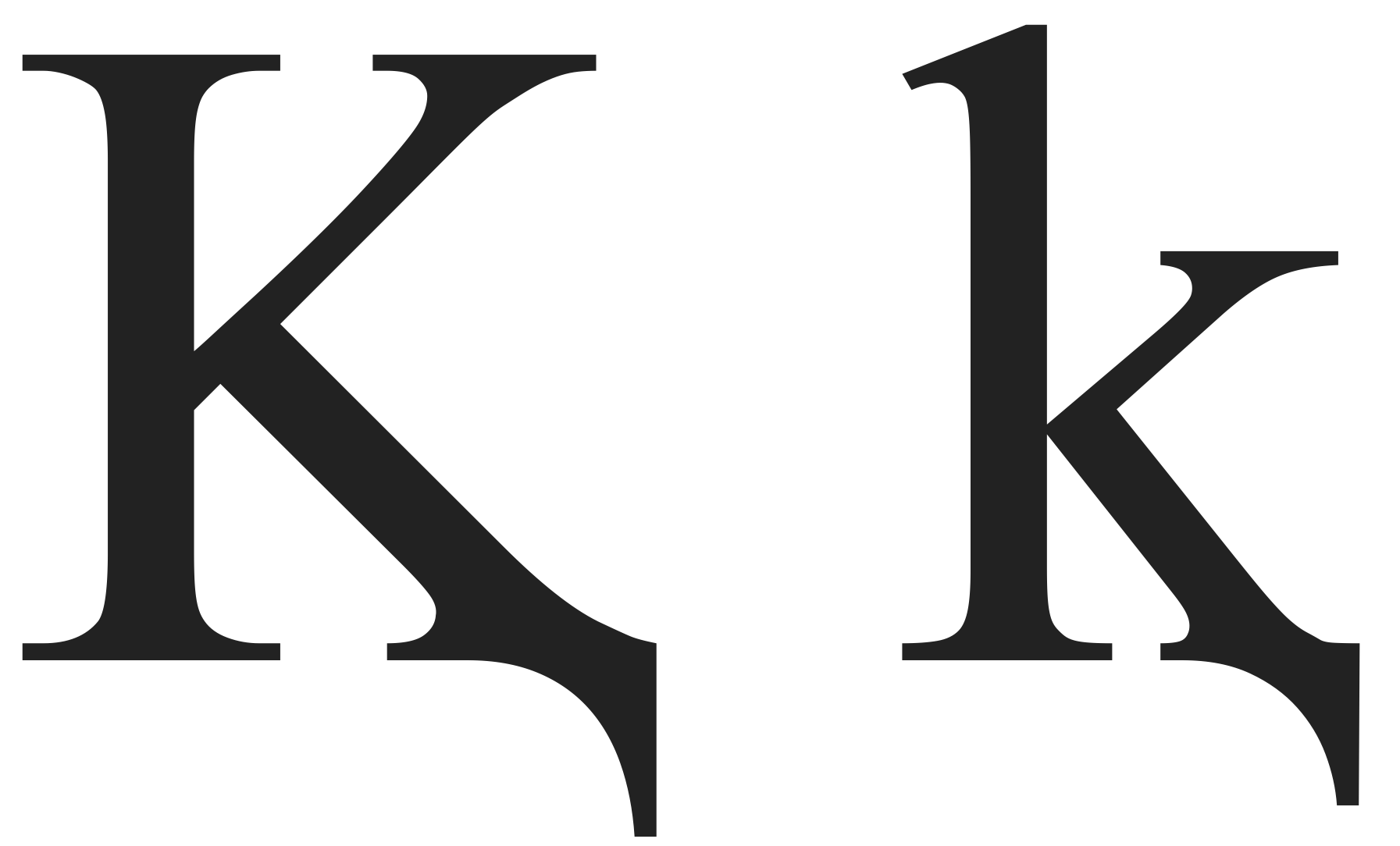
Mayúsculas y minúsculas ⱪ en Doulos SIL

La letra K con descendiente (mayúscula: Ⱪ, minúscula: ⱪ; a veces erróneamente renderizada como k̡ o ķ) es una letra latina.
La letra se confunde muy fácilmente con la letra cirílica ka con descendiente (Қ), la cual está codificada con otros valores en Unicode, aunque esencialmente comparte las mismas formas de letras.
Esta letra latina se pronuncia como /Q/como en el cirilico y se usa en China para escribir el idioma uigur con el antiguo alfabeto "Nuevo alfabeto uigur", tomando prestada la forma de letra de la letra cirílica (y, en el pasado, las mismas fuentes utilizadas para escribir uigur en la escritura cirílica se usaban para escribirlo en la escritura latina), hasta que ese alfabeto quedó en desuso y el idioma se volvió a convertir para usar el alfabeto árabe (y luego se creó un alfabeto latino uigur más nuevo usando la letra latina Q en lugar de romanizaciones).

## Codificación
La Ⱪ se puede representar con los siguientes caracteres Unicode:
| Carácter      | Ⱪ                                     | Ⱪ                                     | ⱪ                                   | ⱪ                                   |
| ------------- | ------------------------------------- | ------------------------------------- | ----------------------------------- | ----------------------------------- |
| Unicode       | LATIN CAPITAL LETTER K WITH DESCENDER | LATIN CAPITAL LETTER K WITH DESCENDER | LATIN SMALL LETTER K WITH DESCENDER | LATIN SMALL LETTER K WITH DESCENDER |
| Codificación  | decimal                               | hex                                   | decimal                             | hex                                 |
| Unicode       | 11369                                 | U+2C69                                | 11370                               | U+2C6A                              |
| UTF-8         | 226 177 169                           | E2 B1 A9                              | 226 177 170                         | E2 B1 AA                            |
| Ref. numérica | &#11369;                              | &#x2C69;                              | &#11370;                            | &#x2C6A;                            |

- Datos: Q426550
- Multimedia: Ⱪ / Q426550